# Kanton Saint-Germain-du-Bois
Kanton Saint-Germain-du-Bois (francouzsky Canton de Saint-Germain-du-Bois) je francouzský kanton v departementu Saône-et-Loire v regionu Burgundsko. Tvoří ho 13 obcí.

## Obce kantonu
- Bosjean
- Bouhans
- Devrouze
- Diconne
- Frangy-en-Bresse
- Mervans
- Le Planois
- Saint-Germain-du-Bois
- Sens-sur-Seille
- Serley
- Serrigny-en-Bresse
- Le Tartre
- Thurey